# De Sphaera
Le Sphaerae coelestis et planetarum descriptio, o semplicemente De Sphaera, è un trattato di astrologia, miniato e decorato su pergamena attorno al 1470 da un artista lombardo, presumibilmente Cristoforo de Predis, per la corte sforzesca di Milano. È attualmente conservato presso la Biblioteca Estense di Modena.

## Storia
Sulla storia del manoscritto si hanno poche notizie certe. Fu composto per la corte milanese degli Sforza, come risulta dagli stemmi sforzeschi e viscontei riportati nel quarto foglio (4r). Per via degli scambi culturali con la famiglia estense, il De Sphaera approdò alla corte di Ferrara, probabilmente nel 1491 al seguito di Anna Maria Sforza in occasione del suo matrimonio con Alfonso I d'Este, come dono di nozze da parte di suo padre Galeazzo. Insieme ad altri codici, come la Bibbia di Borso d'Este, il manoscritto avrebbe seguito le sorti della casata venendo trasferito a Modena, dove intorno al 1770 Gerolamo Tiraboschi lo avrebbe riadattato, privandolo della sua originaria rilegatura in velluto.

## Descrizione e contenuto
Composta da quindici illustrazioni miniate e nove disegni astronomici, l'opera è un commentario al trattato medioevale De Sphaera Mundi di Giovanni Sacrobosco. I pochi versi letterari, le cui miniature sono in scrittura semigotica libraria, sono attribuiti al poeta umanista cortigiano Francesco Filelfo.
Il contenuto è di 16 carte o folii per un totale di 32 pagine, numerate in base al foglio cui appartengono. Le prime descrivono eventi astronomici come eclissi, maree, costellazioni e aspetti dei pianeti, mentre nel foglio 3 verso (v) è presente una tabula climatum. 

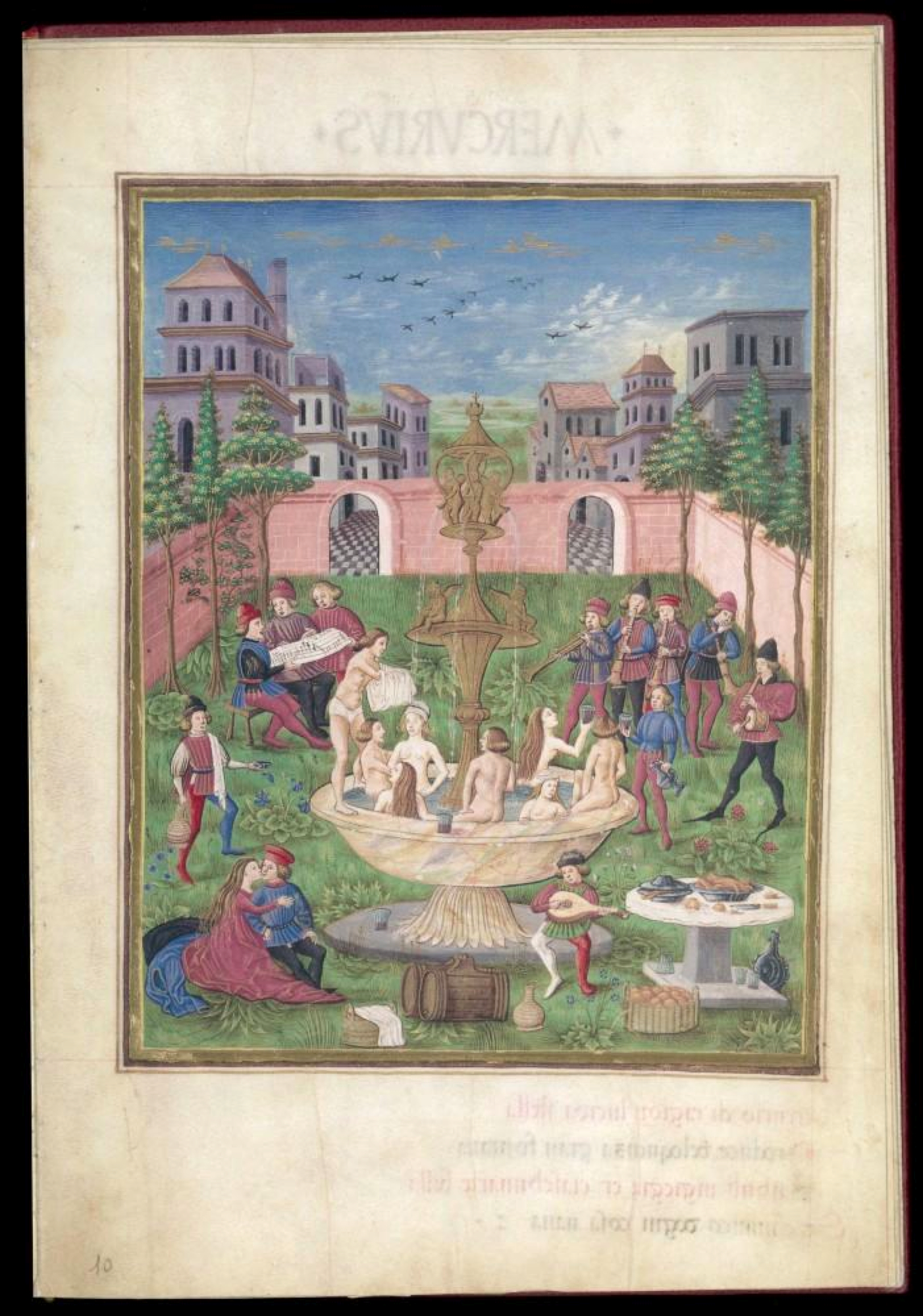
Il giardino dell'amore (foglio 9r), correlato al pianeta Venere, di cui spiega il carattere o l'impronta amorosa in chiave analogica

A partire dal foglio 4v sono illustrate le personificazioni dei sette pianeti dell'astrologia allora conosciuti, archetipi che ricalcano le tradizionali divinità greco-romane; per ogni pianeta, accompagnato dai segni zodiacali corrispondenti, è presente sulla pagina a fianco un'analogia con le attività umane che esso governa od alle quali è associato, con particolare attenzione alla vita di tutti i giorni:
- 4v-5r: Saturno, ed i relativi domicili, Capricorno ed Aquario
- 5v-6r: Giove, con domicilio in Sagittario e Pesci
- 6v-7r: Marte, domiciliato in Ariete e Scorpione
- 7v-8r: Sole, domiciliato in  Leone
- 8v-9r: Venere, domiciliato in Toro e Bilancia
- 9v-10r: Mercurio, domiciliato nei Gemelli e nella Vergine
- 10v-11r: Luna, domiciliata in Cancro

Nelle ultime pagine vi sono nuovamente dei disegni geometrici che illustrano lo zodiaco, i quattro elementi e i rapporti astronomici tra i pianeti. Il manoscritto sembrerebbe così composto di due parti diverse, una di tipo matematico e scientifico, con scritte in latino, presente nelle prime e ultime pagine, l'altra invece, inserita nelle pagine centrali e con scritte in volgare, che attiene al significato simbolico dei pianeti attinto dal sapere umanistico e astrologico rinascimentale. Ne risulta dunque una struttura particolarmente complessa, che ha dato adito a varie ipotesi.
È stato anche rilevato come l'esplicazione di ogni archetipo planetario in immagini di vita quotidiana presenti una notevole analogia con l'iconografia degli affreschi del Salone dei Mesi di palazzo Schifanoia a Ferrara.